# Berberys zwyczajny
Berberys zwyczajny, b. pospolity (Berberis vulgaris L.) – gatunek krzewu należący do rodziny berberysowatych (Berberidaceae Juss.). Znany też jako: kwaśnica pospolita, kwaśniec. Występuje w stanie dzikim w Europie. W Skandynawii i na Wyspach Brytyjskich gatunek zadomowiony. W południowych i środkowych Niemczech występuje rzadko i w rozproszeniu.

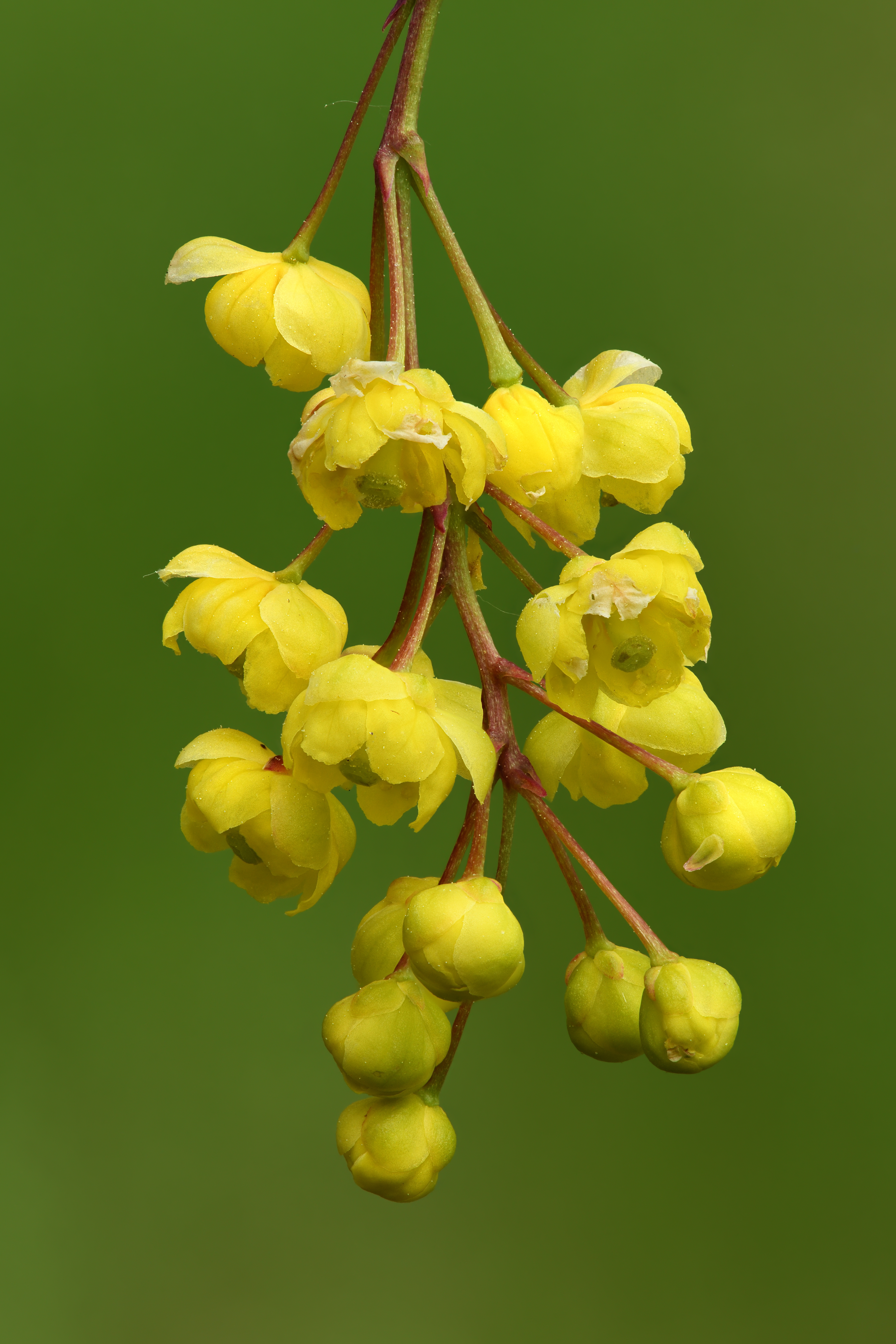
Kwiatostan

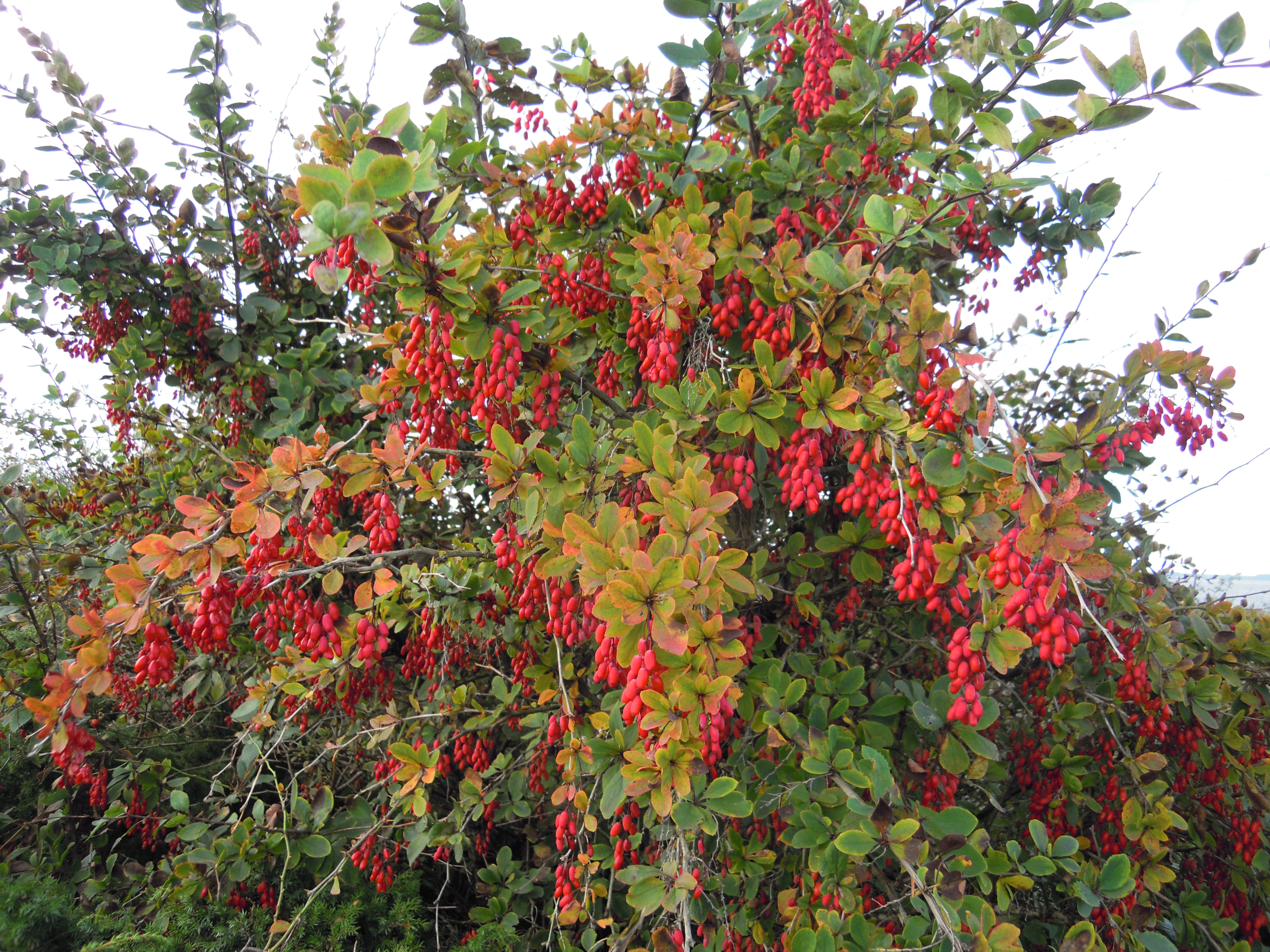
Krzew owocujący

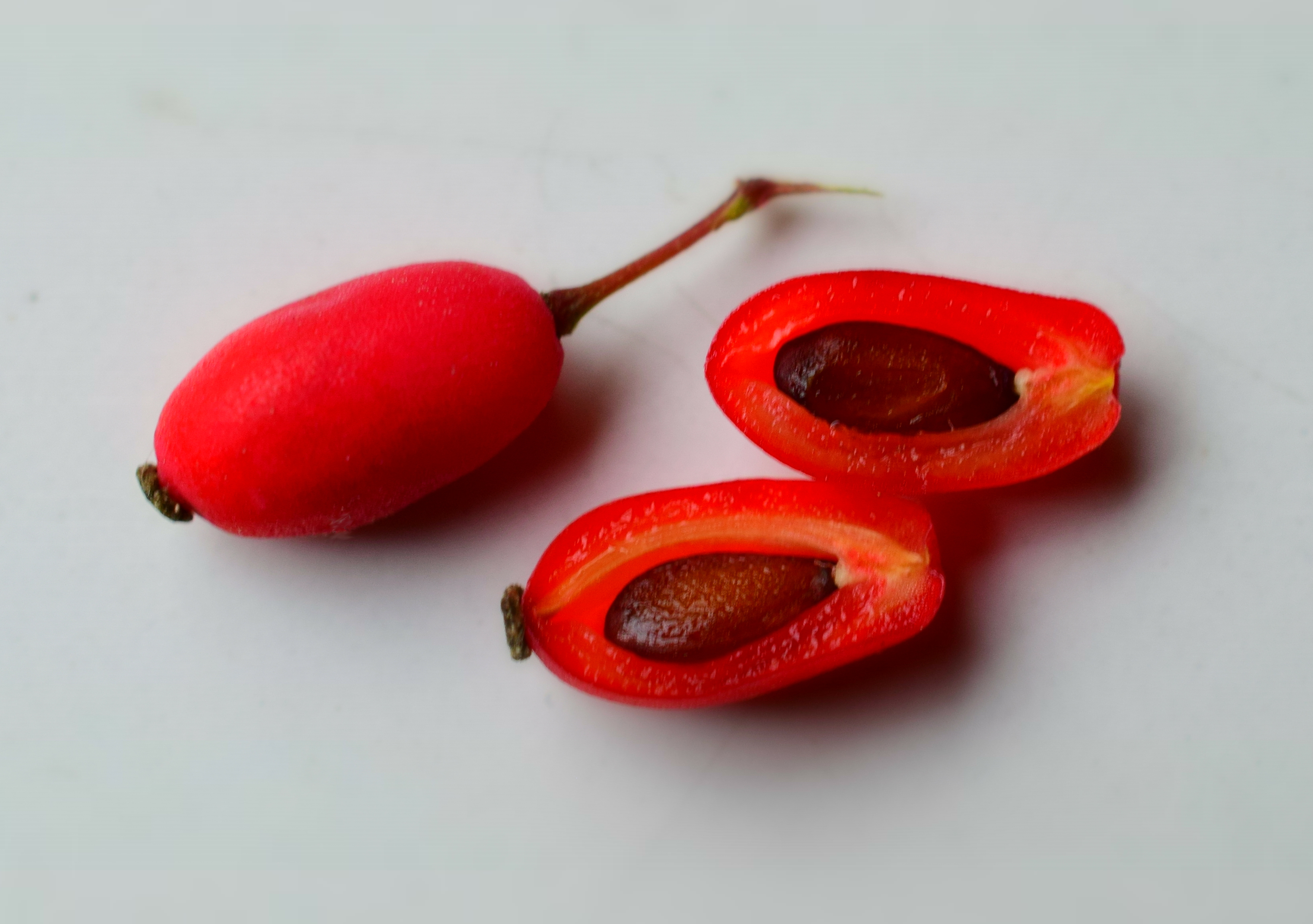
Owoc

## Morfologia
PokrójKrzew o wysokości do 3 m z kanciastymi gałązkami i trójdzielnymi cierniami,
LiścieDelikatnie kolczasto ząbkowane, odwrotnie jajowate do podłużno-eliptycznych, o długości od 3 do 6 cm, stojące w pęczkach na krótkopędach.
KwiatyPachnące, żółte z trzema płatkami korony wykształconymi jak działki kielicha i z sześcioma miodnikami wyglądającymi jak płatki korony, zebrane w zwisające grona o długości do 5 cm.
OwocJajowaty, podłużny albo cylindryczny, jest wielonasienną, lśniąco czerwoną jagodą, kwaskowatą w smaku, dość twardą.

## Biologia i ekologia
RozwójKwitnie w maju i czerwcu. Kwiaty równoczesne, zapylane przez owady lub samopylne. Nasiona dojrzewają we wrześniu i w październiku, rozsiewane są przez zwierzęta.
SiedliskoRośnie na słonecznych wzgórzach, w zaroślach, w świetlistych lasach liściastych i iglastych. Chętnie na żyznych i wapiennych glebach gliniastych. W klasyfikacji zbiorowisk roślinnych gatunek charakterystyczny dla All. Berberidion.
Korelacje międzygatunkoweNa pędach pasożytują niektóre gatunki grzybów: Puccinia graminis, Puccinia brachypodii, Puccinia striiformis, Erysiphe berberidis, Phyllosticta berberidis, Sphaerulina berberidis, oraz żerują larwy muchówek Rhagoletis meigenii, Dasineura berberidis i pluskwiaka Arge berberidis.

## Ochrona
Dawniej berberys występował pospolicie w stanie naturalnym na całym obszarze Polski. Rósł na miedzach, zboczach, w zaroślach i na brzegach lasów. Odkryto jednak, że jest żywicielem pośrednim rdzy zbożowej, ponieważ na jego liściach rozwija się wiosenne pokolenie tego patogenu i że jego obecność w pobliżu pól może być szkodliwa dla upraw. Dlatego był dawniej tępiony przez rolników.

## Zastosowanie
- Roślina ozdobna
- Roślina lecznicza:
  - surowiec zielarski: korzeń, liść, owoc, kora.

Do celów leczniczych berberys był stosowany już przez mieszkańców starożytnego Babilonu i Indii. W średniowieczu wykryto jego pozytywne działanie w przypadkach żółtaczki i malarii. Jego propagatorką była Hildegarda z Bingen. W XVII w. zaczął być powszechnie stosowany w Anglii jako środek przeciw schorzeniom wątroby.
Napary i odwary z liści pobudzają wydzielanie soków trawiennych i są skuteczne w chorobach dróg żółciowych i wątroby[10]. Kora i korzenie mają właściwości antybiotyczne, zawierają alkaloidy izochinolinowe, głównie berberynę (1,24%[11]), berbaminę (2,5%[11]), palmatynę i magnoflorynę. Berberys zalecano w przypadku braku apetytu, w kamicy żółciowej, w przewlekłym zapaleniu wątroby, nieżycie pęcherzyka żółciowego, jako środek rozkurczowy również w kamicy nerkowej i w wielu innych przypadłościach[11]. Berberyna wykazuje działanie przeciwbakteryjne, przeciwpierwotniakowe, przeciwbiegunkowe, przeciwrakowe, przeciwcukrzycowe, obniżające ciśnienie, antydepresyjne i przeciwzapalne oraz obniża poziom cholesterolu[12]. Obecnie zastosowanie to jest mocno ograniczone, ponieważ berberyna odkłada się w sercu, wątrobie i trzustce, dlatego przetworów z berberysu nie można spożywać przez dłuższy czas[13].

- Owoce są surowcem witaminizującym, dietetycznym i przeciwgorączkowym. Suszone owoce wykorzystuje się jako dodatek do herbaty podnoszący ogólną odporność organizmu, zwłaszcza w stanach gorączkowych, w zakażeniach bakteryjnych, w stanach zapalnych błon śluzowych oraz dla zwiększenia szczelności naczyń włosowatych. Takie zastosowanie jest podyktowane obecnością wielu cennych składników: witaminy C, E, karotenoidów, pektyn i soli mineralnych. Związki o charakterze witaminy P (rutyna, eskulina) poprawiają samopoczucie przy katarze i krwawieniach z nosa[potrzebny przypis].
Efektywność ekstraktu z owoców berberysa potwierdzono również, w leczeniu trądziku młodzieńczego[14].
  - Zbiór i suszenie: Owoce zbiera się, zanim całkowicie dojrzeją, gdyż dojrzałe są bardzo miękkie i łatwo się gniotą. Suszyć w temperaturze do 40 stopni.
- Sztuka kulinarna: Z owoców berberysu można także wytwarzać soki, syropy, dżemy, konfitury i marmolady. Sok wyciska się z przetartych owoców zalanych wodą w równej ilości i odstawionych wcześniej na godzinę. Dosładza się i pasteryzuje[15].